# Nuoto ai Giochi della III Olimpiade - 1 miglio stile libero
La gara di 1 miglio stile libero era una delle nove gare del programma di nuoto dei Giochi della III Olimpiade di Saint Louis, presso Forest Park. Si svolse il 6 settembre 1904. Vi parteciparono sette nuotatori, provenienti da quattro nazioni. Fu la prima volta che venne disputata una gara su una distanza simile alle Olimpiadi e la sola volta che venne usato il miglio come distanza.

## Risultati
Si disputò direttamente la finale. Per la prima metà della gara, i nuotatori erano per lo più uniti e nessuno prendeva un distacco significativo dagli altri atleti. Verso la fine della competizione, l'ungherese Géza Kiss e il tedesco Emil Rausch si staccarono dagli altri; Rausch poi distanziò facilmente Kiss e vinse con un distacco di circa 65 piedi, consistente in un minuto e 10 secondi.

### Finale
| Posizione | Atleta       | Paese       | Tempo   |
| --------- | ------------ | ----------- | ------- |
|           | Emil Rausch  | Germania    | 27'18"2 |
|           | Géza Kiss    | Ungheria    | 28'28"2 |
|           | Frank Gailey | Stati Uniti | 28'54"0 |
| 4         | Otto Wahle   | Austria     | ---     |
| ritirato  | Edgar Adams  | Stati Uniti | ---     |
| ritirato  | Lou Handley  | Stati Uniti | ---     |
| ritirato  | John Meyers  | Stati Uniti | ---     |